# 読み上げ
読み上げ（よみあげ）
| ウィキペディアには「読み上げ」という見出しの百科事典記事はありません（タイトルに「読み上げ」を含むページの一覧/「読み上げ」で始まるページの一覧）。 代わりにウィクショナリーのページ「よみあげ」が役に立つかもしれません。 |